# Marco D'Altrui
Marco D'Altrui (Nápoles, 25 de abril de 1964) é um jogador de polo aquático italiano, campeão olímpico.

## Carreira
Marco D'Altrui fez parte da geração de ouro italiana no polo aquático, campeão olímpico de Barcelona 1992.